# Плюшевый синдром
«Плюшевый синдром» (фр. L'Antidote) — французская комедия 2005 года. Один из последних фильмов с Жаком Вильре, который не дожил до премьеры, и последний фильм, где снимался Жак Динам.

## Сюжет
Жак Марти — крупный воротила, денежный мешок, живущий в роскоши. Им восхищаются, его боятся, ему завидуют. Он на пороге крупнейшей сделки в своей карьере, которая сделает его ещё богаче. Но в душе он жалкий трус, и накануне великих событий впадает в глубокую депрессию. Но на все есть противоядие.
Скромный бухгалтер Андрэ, добродушный весельчак и балагур, не знающий страха и сомнений, берёт шефство над своим унылым боссом. Как слон в посудную лавку, он врывается в жизнь Жака и переворачивает её вверх тормашками. И теперь Жак на грани потери богатства, развала бизнеса и личной жизни.

## В ролях
| Актёр             | Роль                         |
| ----------------- | ---------------------------- |
| Кристиан Клавье   | Жак-Ален Марти               |
| Жак Вильре        | Андре Морен                  |
| Аньес Сораль      |                              |
| Анни Грегорио     | Андрэ                        |
| Франсуа Леванталь |                              |
| Александра Лами   | Элизабет Фриоли              |
| Франсуа Морель    | мистер Леброш                |
| Тьерри Лермитт    | доктор Морни                 |
| Жак Динам         | руководитель фабрики игрушек |
| Виктор Лукьяненко |                              |
| Эрик Прат         |                              |
| Жудит Магр        |                              |
| Даниэль Рюссо     | Гийом Марти                  |
| Мишель Дрюкер     | камео                        |

## Релиз
Фильм вышел в мировой прокат 30 марта 2005 года.